# شریف‌آباد
شریف‌آباد شهری در بخش شریف‌آباد شهرستان پاکدشت استان تهران ایران است. این شهر مرکز بخش شریف‌آباد شهرستان پاکدشت است. شهر شریف‌آباد در جاده تهران به ایوانکی و پس از شهر پاکدشت واقع شده‌است. شریف آباد دروازه شرقی ورودی استان تهران و باب الرضا استان تهران است.

## جمعیت
بر پایه سرشماری عمومی نفوس و مسکن در سال ۱۳۹۵ جمعیت این مکان ۱۸،۸۶۶ نفر (۵،۵۵۸ خانوار) بوده‌است.

## جغرافیا
در دروازه ورودی شریف‌آباد فرهنگسرایی در حال ساخت است. شهر شریف‌آباد، با وسعت حدود۵۲۷۱ هکتار در فاصله ۳۵ کیلومتری پایتخت به عنوان دروازه ورودی شرق استان تهران در ارتفاع ۱۵۹۶ متری از سطح دریا در محل اتصال شهرستان ورامین و شهرهای پیشوا و جوادآباد و شهرستان‌های پاکدشت به استان سمنان در زمین‌های آبرفتی جنوب رشته کوه‌های البرز و دماوند واقع شده‌است. از نظر جغرافیایی از شمال به دامنه های وسیع منابع طبیعی و منطقه خوش آب و هوا سرخه حصار و منطقه پارچین، از شرق به شهر ایوانکی، از غرب به شهرستان پاکدشت وا ز جنوب به روستاهای واقع در بخش شهرستان ورامین منتهی می‌شود. این شهر با حومه آن بیش از ۲۵ هزار تن جمعیت دارد که در قالب ۶۲۵۰ خانوار به صورت پراکنده در شهر و شهرک‌های همجوار و روستاهای حریم و تابعه ساکن هستند. این شهر به دلیل دارا بودن اراضی مستعد از لحاظ کشاورزی بسیار غنی و در زمینه‌های مختلف تولیدی از قبیل کشت گندم و جو در درجه اول قرار دارد و همچنین از لحاظ تولید گل بخش مهمی را به خود اختصاص داده‌است. شهر شریف‌آباد، به لحاظ صنعتی رشد خوبی داشته و با وجود شهرک صنعتی عباس‌آباد، علی‌آباد و خوارزمی، زمینه اشتغال فراوانی را برای جوانان شهرستان فراهم آورده‌است. از نظر شهرسازی نیز به لحاظ نوپا بودن و تأسیس شهرداری در سال ۱۳۸۰، اصول فنی و اصلاح هندسی شهر، روزبه روز بهتر و فنی‌تر می‌شود.

## اماکن باستانی
- امامزاده شیخ کلینی
- تپه قرمزتپه و فرخ‌آباد هردو از آثار پیش از اسلام
- چهار باغ علی‌آباد متعلق به دوره اشکانی
- منطقه ییلاقی سرخ حصار که زمانی بهشت شرق تهران بوده‌است.